# 你的心灵是否光芒闪耀？
《你的心灵是否光芒闪耀？》（日语： Kimi no Kokoro wa Kagayaiteru kai?）是Aqours的第一首单曲，2015年10月7日由Lantis发行。

## 概要
本单曲是《Love Live! Sunshine!!》推出的组合Aqours的出道单曲，分为BD同捆和DVD同捆两种。除A面曲你的心灵是否光芒闪耀？，还收录了另外两首歌曲及Aqours成员的自我介绍。初回限定盘里还包含参与2016年1月11日线下活动的代码和一位人物的个人信息卡片。歌曲也作为动画《Love Live! Sunshine!!》第二季第3话的插曲使用，部分画面进行了重制。
单曲发布首日，便在Oricon公信榜日榜上取得了第4名的成绩，当周周榜上也以4.8万张的销量取得了第3名的成绩，并且成为当年公信榜新人部门第2名。歌曲也登上了当周日本Billboard热门动漫歌曲榜首位
該單曲獲得由日本唱片協會認證的2017年5月金唱片銷量認證。

## 收录曲目
CD共收录了三首歌曲、A面曲你的心灵是否光芒闪耀？的纯音乐版以及“Aqours”中九人各自的广播剧，而BD和DVD则收录了A面曲你的心灵是否光芒闪耀？的动画音乐影片。
括号中的中文翻译仅供参考，并非官方翻译。
- CD
  1. （你的心灵是否光芒闪耀？）
    - 作詞：畑亚贵，作曲：光増基（日语：光増ハジメ），編曲：EFFY

  2. Step! ZERO to ONE
    - 作詞：畑亚贵，作曲、編曲：高田晓（日语：高田暁）

  3. Aqours☆HEROES
    - 作詞：畑亚贵，作曲、編曲：渡边和纪（日语：渡辺和紀）

  4.  （Off Vocal）
  5. （初次见面的问候 -高海千歌-）
    - 出演：高海千歌（声 - 伊波杏樹）

  6. （初次见面的问候 -樱内梨子-）
    - 出演：樱内梨子（声 - 逢田梨香子）

  7. （初次见面的问候 -松浦果南-）
    - 出演：松浦果南（声 - 諏訪七香）

  8. （初次见面的问候 -黑泽黛雅-）
    - 出演：黒澤黛雅（声 - 小宮有紗）

  9. （初次见面的问候 -渡边曜-）
    - 出演：渡辺曜（声 - 齐藤朱夏）

  10. （初次见面的问候 -津島善子-）
    - 出演：津島善子（声 - 小林愛香）

  11. （初次见面的问候 -国木田花丸-）
    - 出演：国木田花丸（声 - 高槻加奈子）

  12. （初次见面的问候 -小原鞠莉-）
    - 出演：小原鞠莉（声 - 鈴木愛奈）

  13. （初次见面的问候 -黑泽露比-）
    - 出演：黒澤露比（声 - 降幡愛）
- BD、DVD
  1. 
    - 舞台原型为静冈县沼津市[6]。

## 音樂影片製作團隊
- 企画：日昇動畫
- 原作：矢立肇
- 原案：公野櫻子
- 監督、故事情節、演出：酒井和男
- 角色設計：室田雄平
- 作品设计：河毛雅妃
- 道具设计：西澤千惠
- 總作畫監督：河毛雅妃、平山圆（日语：平山円）、藤井智之
- 作畫監督：西澤千惠、尾尻進矢
- Live部分作畫監督：後藤望、重国勇二、寺尾憲治
- 美術監督：東潤一
- 佈景設計：高橋武之
- 色彩設計：横山佐代子
- CG製作人：松浦裕曉
- 3DCGI：SANZIGEN
- 攝影監督：葛山剛士
- 編輯：今井大介
- 音響監督：明田川仁
- 音樂製作：Lantis
- 音樂製作人：齋藤滋
- 製作人：平山理志、伊藤善之、高野希義（日语：高野希義）
- 舞蹈編排：石川由美（日语：石川ゆみ）
- 製作：Project Love Live! Sunshine!!（日昇動畫、Lantis、ASCII Media Works）